# Пятнистая цилиндрическая змея
Пятни́стая цилиндри́ческая змея (лат. Cylindrophis maculatus) — змея семейства Cylindrophiidae. Имеет небольшие размеры и плотную конституцию, хорошо приспособлена к подпочвенному существованию. Голова тупой формы с маленькими ноздрями и глазами. Хвост плоский, больше напоминает голову. Туловище чёрной окраски с двумя рядами больших бурых пятен. Неядовита.
Новорождённые имеют при рождении длину около 120 мм. В течение одного—двух лет обычно достигает длины 250 мм. Максимальная длина — около 60 сантиметров.

## Поведение
Когда испугана — прячет голову и поднимает вверх хвост, имитируя движения кобры. Если это не вводит противника в заблуждение, может испустить неприятный запах из анальных желез.
Эту змею достаточно просто поймать, при этом она не сопротивляется и не пытается убежать, даже оставленная в покое.

## Питание
Предположительно питается земляными червями и другой подземной фауной. Другие виды рода Cylindrophis, как известно, питаются угрями и змеями, часто намного большими себя. Однако, C.maculatus не населяет заболоченные места или водные среды обитания.

## Размножение
Известно очень мало. Живородящие. Размер выводка — предположительно 3.

## Среда обитания
Ведет подземный образ жизни, на глубине около 30 см. Предпочитает мягкую, сырую почву, при выходе на поверхность становится очень вялой.
Обитает в Шри-Ланке. Довольно обычны во влажных местах острова на высотах не более чем 600 м над уровнем моря.